# Blues (rugby à XV)
Pour les articles homonymes, voir Blues (homonymie).
Ne doit pas être confondu avec Blues (rugby à XV, féminines).
Maillots
Actualités
Dernière mise à jour : 2 janvier 2025.
Les Blues, anciennement les Auckland Blues, sont une franchise de rugby néo-zélandaise, basée à Auckland. Ils représentent les équipes de NPC d'Auckland, North Harbour et Northland. Ils participent au Super Rugby et ont remporté quatre fois cette compétition en 1996, 1997, 2003 et 2024

## Histoire

### Les frontières de la franchise
Lorsqu'en 1995 il faut regrouper les 26 équipes du National Provincial Championship en cinq franchises, les quatre équipes de la région d’Auckland (Northland, North Harbour, Auckland et Counties Manukau) fournissent la majorité des joueurs de l’équipe nationale néo-zélandaise. Afin d'équilibrer les franchises, et de ne pas faire des Auckland Blues une équipe d'All Blacks, les fédérations de Northland et North Harbour sont représentées par les Waikato Chiefs tandis que les Blues peuvent compter sur les joueurs de Thames Valley, pourtant plus proche d'Hamilton que d'Auckland.
Fin des années 1990, le nombre de All Blacks provenant de ces équipes diminue, principalement en raison des départs à la retraite de joueurs comme Sean Fitzpatrick, et cette anomalie géographique n'a plus lieu d'être. Ainsi, depuis 1999, les Blues représentent toute la partie septentrionale de l’île : Northland, North Harbour et Auckland. Counties Manukau et Thames Valley sont récupérées par les Chiefs, il s'agit de l'organisation que nous connaissons aujourd’hui.

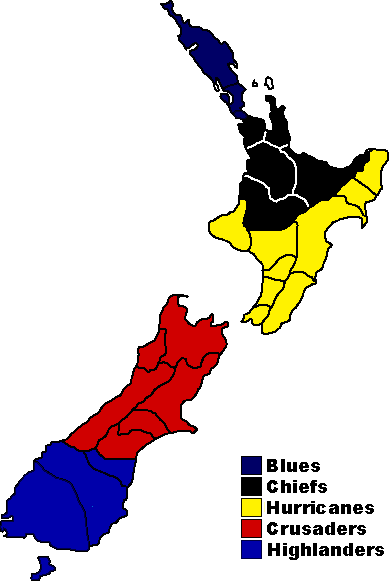
Le territoire des Blues depuis 1999

Ceci fut néanmoins considéré comme un échange inéquitable étant donné que les performances de Northland et North Harbour, lors des années précédant l'échange, étaient bien meilleures que celles de Counties Manukau et Thames Valley. Cela permit au moins d'obtenir des franchises représentant au mieux l'espace géographique dont elles se réclament, même si le territoire désigné populairement comme Auckland-Sud, qui fait partie de l'aire urbaine d'Auckland, ne fait plus partie des Blues depuis cet échange.
En 2000, les franchises néo-zélandaises du Super 12 abandonnent toute référence régionale dans leur nom officiel.
Lorsque le National Provincial Championship est scindé en deux divisions en 2006 (Air New Zealand Cup et Heartland Championship), les Blues sont la seule franchise à avoir toutes ses fédérations en première division. L'équipe d'Auckland, qui fournit la grande majorité des joueurs des Blues, est de loin l'équipe la plus performante du NPC avec 14 titres depuis l'inauguration de la compétition en 1976.

### Parcours en Super 12 puis Super 14
Les premières années des Auckland Blues en Super 12 sont exceptionnelles. Emmenés par les All Blacks Sean Fitzpatrick, Jonah Lomu, Michael Jones, Zinzan Brooke ou encore Carlos Spencer, et entraînés par le futur sélectionneur des de l’équipe néo-zélandaise Graham Henry, ils remportent les deux premières éditions et ne s’inclinent qu’en finale lors de la troisième.
Lors du premier Super 12, en 1996, les Auckland Blues finissent la saison régulière à la deuxième place derrière les Queensland Reds. Ils battent successivement à l'Eden Park les équipes sud-africaines du Northern Transvaal en demi-finale (48-11) et du Natal en finale (45-21) pour s'adjuger le titre. L'année suivante, ils terminent en tête du classement avec dix victoires et un nul puis terminent la compétition invaincus en battant, toujours à domicile, le Natal en demi-finale (55-36) puis les ACT Brumbies en finale (23-7). En 1998, ils atteignent une nouvelle fois la finale en battant les Otago Highlanders en demie, mais se font battre en finale à Auckland par les Canterbury Crusaders (20-13).
Neuvièmes en 1999, sixièmes en 2000 et 2002, onzièmes en 2001, les Blues ne retrouvent le succès que lors de la saison 2003. Avec une ligne arrière composée de Rupeni Caucaunibuca, Joe Rokocoko et Doug Howlett, ils dominent la saison régulière avec une seule défaite (22-11, contre les Highlanders) et inscrivent près de 5 essais par match. Leur victoire en demi-finale face aux Brumbies (42-21) leur permet de prendre leur revanche de 1998 en finale, à l'Eden Park, face aux Crusaders (21-17). Ils remportent ainsi leur troisième titre de Super 12.
Depuis 2004, les Blues naviguent entre la quatrième et la huitième place au classement, n’atteignant les demi-finales qu’en 2007 (défaite à Durban contre les Sharks sur le score de 34 à 18).

### Parcours en Super Rugby
Soucieux de retrouver leur gloire des années Super 12, les Blues retournent aux fondamentaux de leur rugby, et pour la 1re édition du Super Rugby en 2011, ils terminent 2e de la nouvelle conférence néo-zélandaise (derrière les Crusaders), et 4e du classement général.
Ils battent les Waratahs 26-13 en barrage, mais sont stoppés en demi-finale à Brisbane par les futurs vainqueurs, les Queensland Reds, 30 à 13.
2012 voit notamment l'arrivée des stars All Blacks Piri Weepu et Ma'a Nonu, et les Blues sont parmi les grands favoris de la compétition.

## Palmarès
- Coupe du monde des clubs :
  - Vainqueur (1) : 1997[2]
- Super Rugby :
  - Champion (4) : 1996, 1997, 2003, 2024
  - Vice-champion (2) : 1998, 2022
- Super Rugby Trans-Tasman (en) :
  - Champion (1) : 2021

## Effectif

### Effectif Super Rugby 2025
Le 11 novembre 2024, les Blues annoncent leur effectif pour la saison 2025 de Super Rugby.
| Nom                      | Date de naissance | Nationalité sportive | Sélections (points) | Province ou club | Club précédent     | Arrivée au club |
| Talonneurs               | Talonneurs        | Talonneurs           | Talonneurs          | Talonneurs       | Talonneurs         | Talonneurs      |
| ------------------------ | ----------------- | -------------------- | ------------------- | ---------------- | ------------------ | --------------- |
| Kurt Eklund              | 5 janvier 1992    | Nouvelle-Zélande     | -                   | Bay of Plenty    | Débuts au club     | 2020            |
| James Mullan             | 20 novembre 2002  | Nouvelle-Zélande     | -                   | Canterbury       | Débuts au club     | 2024            |
| Ricky Riccitelli         | 3 février 1995    | Nouvelle-Zélande     | -                   | Taranaki         | Hurricanes         | 2022            |
| Piliers                  |                   |                      |                     |                  |                    |                 |
| Josh Fusitua             | 1er mai 2001      | Nouvelle-Zélande     | -                   | Auckland         | Débuts au club     | 2022            |
| James Lay                | 16 décembre 1993  | Samoa                | 16 (0)              | Auckland         | Bristol Bears      | 2021            |
| Marcel Renata            | 24 février 1994   | Nouvelle-Zélande     | -                   | Auckland         | Hurricanes         | 2019            |
| PJ Sheck                 | 10 mars 2000      | Nouvelle-Zélande     | -                   | Wellington       | Débuts au club     | 2023            |
| Angus Ta'avao            | 22 mars 1990      | Nouvelle-Zélande     | 22 (15)             | Auckland         | Chiefs             | 2023            |
| Ofa Tu'ungafasi          | 16 avril 1992     | Nouvelle-Zélande     | 68 (5)              | Auckland         | Débuts au club     | 2013            |
| Deuxièmes lignes         |                   |                      |                     |                  |                    |                 |
| Josh Beehre              | 30 mars 2002      | Nouvelle-Zélande     | -                   | Auckland         | Débuts au club     | 2024            |
| Sam Darry                | 18 juillet 2000   | Nouvelle-Zélande     | 6 (5)               | Canterbury       | Débuts au club     | 2021            |
| Laghlan McWhannell       | 20 octobre 1998   | Nouvelle-Zélande     | -                   | Waikato          | Chiefs             | 2024            |
| Patrick Tuipulotu        | 23 janvier 1993   | Nouvelle-Zélande     | 54 (35)             | Auckland         | Toyota Verblitz    | 2023            |
| Troisièmes lignes aile   |                   |                      |                     |                  |                    |                 |
| Adrian Choat             | 20 novembre 1997  | Nouvelle-Zélande     | -                   | Auckland         | Bristol Bears      | 2021            |
| Che Clark                | 22 avril 2003     | Nouvelle-Zélande     | -                   | Auckland         | Débuts au club     | 2025            |
| Dalton Papali'i          | 10 novembre 1997  | Nouvelle-Zélande     | 37 (40)             | Counties Manukau | Débuts au club     | 2018            |
| Anton Segner             | 24 juillet 2001   | Allemagne            | -                   | Tasman           | Débuts au club     | 2022            |
| Troisièmes lignes centre |                   |                      |                     |                  |                    |                 |
| Hoskins Sotutu           | 12 juillet 1998   | Nouvelle-Zélande     | 14 (10)             | Counties Manukau | Débuts au club     | 2019            |
| Cameron Suafoa           | 23 avril 1998     | Nouvelle-Zélande     | -                   | North Harbour    | Débuts au club     | 2022            |
| Demis de mêlée           |                   |                      |                     |                  |                    |                 |
| Finlay Christie          | 19 septembre 1995 | Nouvelle-Zélande     | 24 (5)              | Tasman           | Hurricanes         | 2020            |
| Taufa Funaki             | 29 juillet 2000   | Nouvelle-Zélande     | -                   | Auckland         | Débuts au club     | 2022            |
| Sam Nock                 | 18 juin 1996      | Nouvelle-Zélande     | -                   | Northland        | Débuts au club     | 2016            |
| Demis d'ouverture        |                   |                      |                     |                  |                    |                 |
| Beauden Barrett          | 27 mai 1991       | Nouvelle-Zélande     | 137 (800)           | Taranaki         | Suntory Sungoliath | 2022            |
| Stephen Perofeta         | 12 mars 1997      | Nouvelle-Zélande     | 6 (0)               | Taranaki         | Débuts au club     | 2017            |
| Harry Plummer            | 19 juin 1998      | Nouvelle-Zélande     | 1 (0)               | Auckland         | Débuts au club     | 2019            |
| Centres                  |                   |                      |                     |                  |                    |                 |
| Corey Evans              | 19 janvier 2001   | Nouvelle-Zélande     | -                   | Auckland         | Débuts au club     | 2017            |
| Meihana Grindlay         | 7 avril 2001      | Nouvelle-Zélande     | -                   | Taranaki         | Débuts au club     | 2024            |
| Rieko Ioane              | 18 mars 1997      | Nouvelle-Zélande     | 84 (190)            | Auckland         | Débuts au club     | 2016            |
| Ailiers                  |                   |                      |                     |                  |                    |                 |
| Caleb Clarke             | 29 mars 1999      | Nouvelle-Zélande     | 29 (65)             | Auckland         | Débuts au club     | 2018            |
| Cole Forbes              | 10 août 1999      | Nouvelle-Zélande     | -                   | Bay of Plenty    | Glasgow Warriors   | 2024            |
| AJ Lam                   | 29 juillet 1998   | Nouvelle-Zélande     | -                   | Auckland         | Débuts au club     | 2021            |
| Mark Telea               | 6 décembre 1996   | Nouvelle-Zélande     | 19 (65)             | Tasman           | Débuts au club     | 2020            |
| Arrières                 |                   |                      |                     |                  |                    |                 |
| Payton Spencer           | 23 avril 2004     | Nouvelle-Zélande     | -                   | Auckland         | Débuts au club     | 2025            |
| Zarn Sullivan            | 7 octobre 2000    | Nouvelle-Zélande     | -                   | Auckland         | Débuts au club     | 2021            |

### Staff 2025
- Vern Cotter - Entraîneur
- Greg Feek - Entraîneur des avants
- Daniel Halangahu - Spécialiste attaque et technique individuelle
- Craig McGrath - Spécialiste défense
- Paul Tito - Spécialiste mêlée/touche

### Joueurs victorieux de la finale deSuper 12en 1997
- 15 Adrian Cashmore ; 14 Joeli Vidiri, 13 Eroni Clarke, 12 Lee Stensness, 11 Brian Lima; 10 Carlos Spencer; 9 Ofisa Tonu'u; 8 Zinzan Brooke (cap), 7 Mark Carter, 6 Michael Jones; 5 Robin Brooke, 4 Leo Lafaiali'i; 1 Craig Dowd, 2 Sean Fitzpatrick, 3 Olo Brown.
- Autres joueurs de 1997 des Blues : Richard Fromont, Dylan Mika, Andrew Blowers, Paul Thompson, Jeremy Stanley, Charles Riechelmann, Michael Scott, Jim Coe, Jonah Lomu,

Entraîneurs : Graham Henry et Mac McCallion

## Joueurs emblématiques
- Carlos Spencer
- Jonah Lomu
- Zinzan Brooke
- Doug Howlett
- Rupeni Caucaunibuca
- Christian Califano
- Troy Flavell
- Joe Rokocoko
- Ali Williams
- Jerome Kaino
- Dalton Papali'i

## Entraîneurs des Blues
- 1996-1998 : Graham Henry
- 1999 : Jed Rowlands
- 2000 : Gordon Hunter
- 2001 : Frank Oliver
- 2002-2005 : Peter Sloane
- 2006-2008 : David Nucifora
- 2009-2012 : Pat Lam
- 2013-2015 : John Kirwan
- 2016-2018 : Tana Umaga
- 2019-2023 : Leon MacDonald
- 2024- : Vern Cotter